# Alex Jankewitz
Alexandre Tounde Dimitri Jankewitz, noto semplicemente come Alex Jankewitz (Vevey, 25 dicembre 2001), è un calciatore svizzero, centrocampista del Winterthur.

## Caratteristiche tecniche
È un centrocampista difensivo.

## Carriera

### Club
Cresciuto nel settore giovanile del Servette, nel 2018 viene acquistato dal Southampton che lo aggrega alla propria formazione Under-23. Nel 2019 firma il suo primo contratto professionistico ed il 19 gennaio 2021 fra i professionisti giocando l'incontro di FA Cup vinto 2-0 contro lo Shrewsbury Town.
Il 12 luglio 2021 si trasferisce a titolo definitivo in Svizzera, allo Young Boys.

### Nazionale
Nel 2021 viene convocato dalla nazionale Under-21 per il campionato europeo di categoria.

## Statistiche
Statistiche aggiornate al 25 marzo 2021.

### Presenze e reti nei club
| Stagione        | Squadra         | Campionato      | Campionato | Campionato | Coppe nazionali | Coppe nazionali | Coppe nazionali | Coppe continentali | Coppe continentali | Coppe continentali | Altre coppe | Altre coppe | Altre coppe | Totale | Totale | Totale |
| Stagione        | Squadra         | Comp            | Pres       | Reti       | Comp            | Pres            | Reti            | Comp               | Pres               | Reti               | Comp        | Pres        | Reti        | Pres   | Reti   |        |
| --------------- | --------------- | --------------- | ---------- | ---------- | --------------- | --------------- | --------------- | ------------------ | ------------------ | ------------------ | ----------- | ----------- | ----------- | ------ | ------ | ------ |
| 2020-2021       | Southampton     | PL              | 2          | 0          | FACup+CdL       | 1+0             | 0               |                    | -                  | -                  |             | -           | -           | 3      | 0      |        |
| Totale carriera | Totale carriera | Totale carriera | 2          | 0          |                 | 1               | 0               |                    | -                  | -                  |             | -           | -           | 3      | 0      |        |